# Petasis-Reaktion
Die Petasis-Reaktion ist eine Namensreaktion der organischen Chemie, die nach ihrem Entdecker, dem zyprisch-US-amerikanischen Chemiker Nicos A. Petasis (* 1954), benannt wurde. Es handelt sich bei dieser Reaktion um eine Dreikomponentenreaktion zur Synthese allylischer Aminen. Dazu werden ein Amin, eine Boronsäure und eine Carbonylverbindung eingesetzt. Aus diesem Grund ist die Petasis-Reaktion auch unter dem Namen Boronsäure-Mannich-Reaktion bekannt.

## Übersichtsreaktion
Das folgende Reaktionsschema soll die Petasis-Reaktion für die Verbindungen Dimethylamin, trans-Propenylboronsäure und Formaldehyd verdeutlichen:

## Reaktionsmechanismus
Der Reaktionsmechanismus der Petasis-Reaktion ist noch nicht vollständig geklärt. Im Folgenden soll dennoch ein möglicher Reaktionsmechanismus entsprechend der Übersichtsreaktion beschrieben werden.
Zunächst findet eine Addition des Formaldehyds an das Dimethylamin statt, aus der höchstwahrscheinlich die Zwischenstufe 1 hervorgeht. Anschließend wird das Boratom der Boronsäure nukleophil von der Hydroxygruppe der Zwischenstufe 1 angegriffen. Nach dem Transfer der 1-Propenylgruppe wird unter Abspaltung von Borsäure das Endprodukt 2 gebildet.

## Atomökonomie
Da bei der Petasis-Reaktion Borsäure in stöchiometrischen Mengen als Abfallstoff anfällt, kann diese Reaktion keine hundertprozentige Atomeffizienz erreichen. Es fallen allerdings keine weiteren Abfallprodukte an, so dass die Atomökonomie der Petasis-Reaktion als vergleichsweise gut einzustufen ist. Dies gilt insbesondere dann, wenn die molare Masse des Reaktionsproduktes (und damit auch der Reaktanden) groß ist, da die molare Masse der Borsäure in diesem Fall weniger ins Gewicht fällt.